# Bemelerbosgroeve III

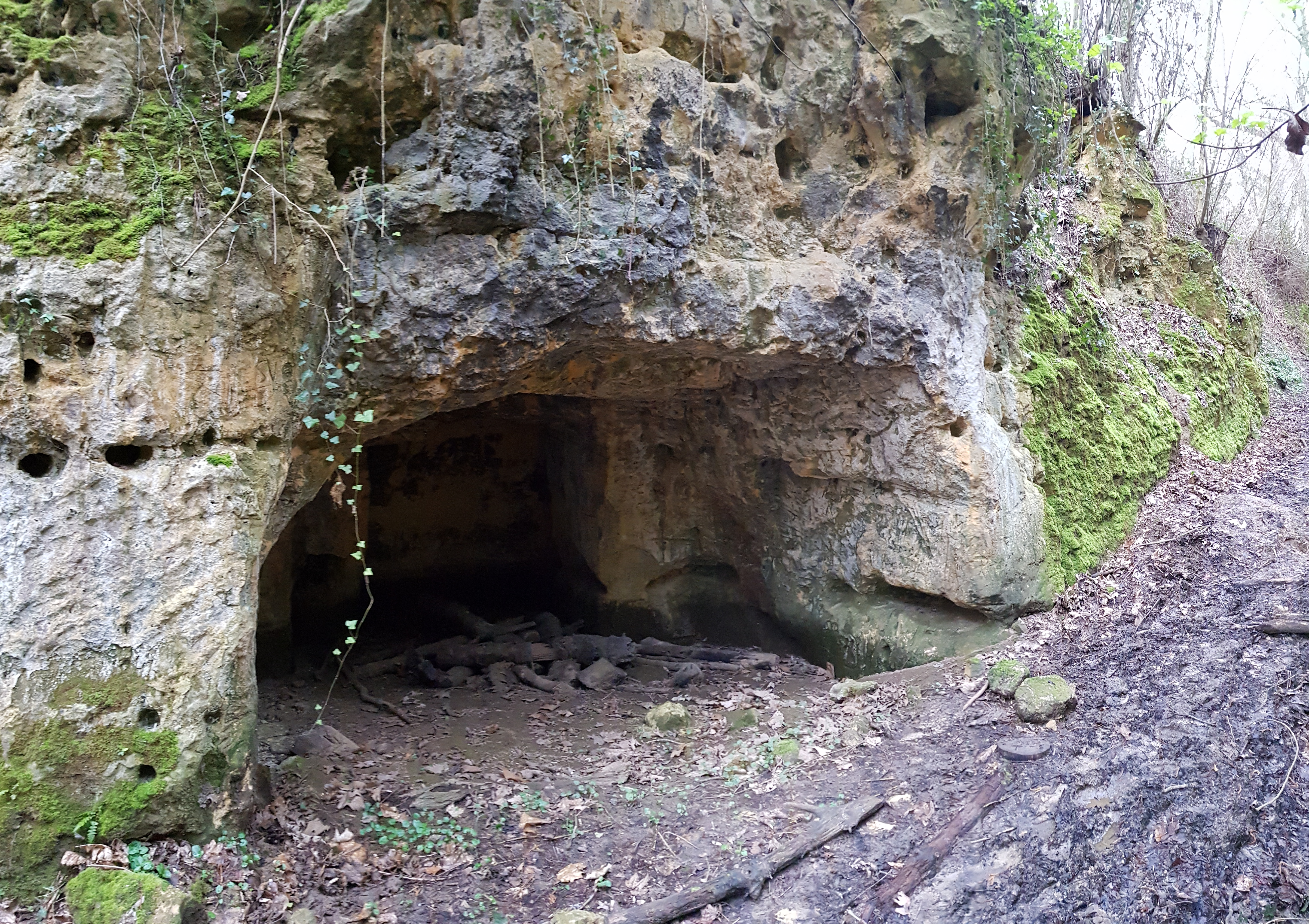
Bemelerbosgroeve III

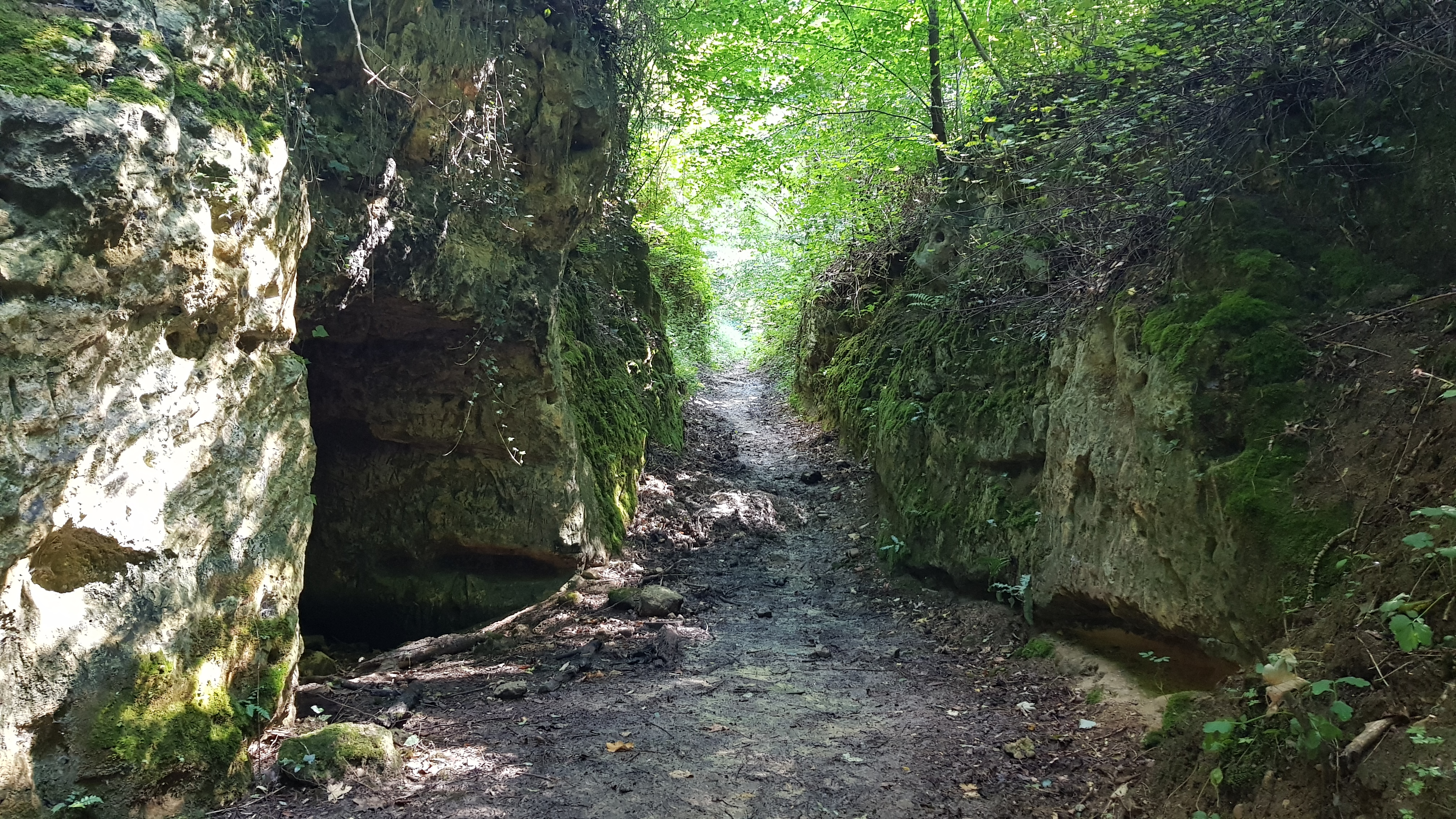
Bemelerbosgroeve III in de holle weg

De Bemelerbosgroeve III of Bemelerboschgroeve III is een Limburgse mergelgroeve op de Krekelberg, aan de noordzijde van de Mettenberg in de Nederlandse gemeente Eijsden-Margraten. De groeve ligt ten oosten van Bemelen aan de noordrand van het Bemelerbos, in de holle weg van Gasthuis op het plateau naar Bemelen in het dal. Hier maakt de straat Bemelerberg een haarspeldbocht. De groeve ligt aan de westelijke rand van het Plateau van Margraten in de overgang naar het Maasdal. In de omgeving duikt het plateau een aantal meter steil naar beneden. De groeve ligt in het gebied van Bemelerberg & Schiepersberg.
Op ongeveer 400 meter naar het noordwesten ligt de Strooberggroeve (onder de heuvel Bemelerberg), op ongeveer 150 meter naar het noordwesten ligt de Groeve Onder de weg, op ongeveer 400 meter naar het noorden ligt de Winkelberggroeve, op ongeveer 450 meter naar het noorden ligt de Cluysberggroeve, op ongeveer 400 meter naar het noordoosten ligt de Gasthuisdelgroeve, op ongeveer 200 meter naar het zuidwesten ligt de Bemelerbosgroeve II en op ongeveer 150 meter naar het westen ligt de Bemelerbosgroeve I.
De groeve ligt aan een oude holle weg van het plateau (Gasthuis) naar het dal (Bemelen).

## Geschiedenis
De groeve werd door blokbrekers ontgonnen voor de winning van kalksteenblokken.

## Groeve
De groeve is een kleine groeve met een afmeting van drie meter bij vier meter. De groeve is in het verleden gebruikt als grotwoning.
De groeve ligt op het terrein van het Het Limburgs Landschap.